# Шабликінське сільське поселення
Шабли́кінське сільське поселення (рос. Шаблыкинское сельское поселение) — муніципальне утворення у складі Ішимського району Тюменської області, Росія.
Адміністративний центр — село Шабликіно.

## Населення
Населення — 719 осіб (2020; 792 у 2018, 927 у 2010, 1192 у 2002).

## Склад
До складу поселення входять такі населені пункти:
| Населений пункт       | Населення, осіб (2002) | Населення, осіб (2010) |
| --------------------- | ---------------------- | ---------------------- |
| Булановка, присілок   | 109                    | 86                     |
| Голдобіно, присілок   | 248                    | 167                    |
| Ніколаєвка, присілок  | 5                      | 2                      |
| Октябрьовка, присілок | 67                     | 56                     |
| Роз'їзд №40, село     | 91                     | 59                     |
| Сажино, присілок      | 123                    | 113                    |
| Шабликіно, село       | 549                    | 444                    |